# Dhigufinolhu
Dhigufinolhu est une petite île inhabitée des Maldives. Elle constitue une des îles-hôtel des Maldives en accueillant le Anantara Dhigu Maldives Resort. Le nom de l'île signifie « Long banc de sable ».

## Géographie
Dhigufinolhu est située dans le centre des Maldives, dans l'Est de l'atoll Malé Sud, dans la subdivision de Kaafu. 